# Richard Gach

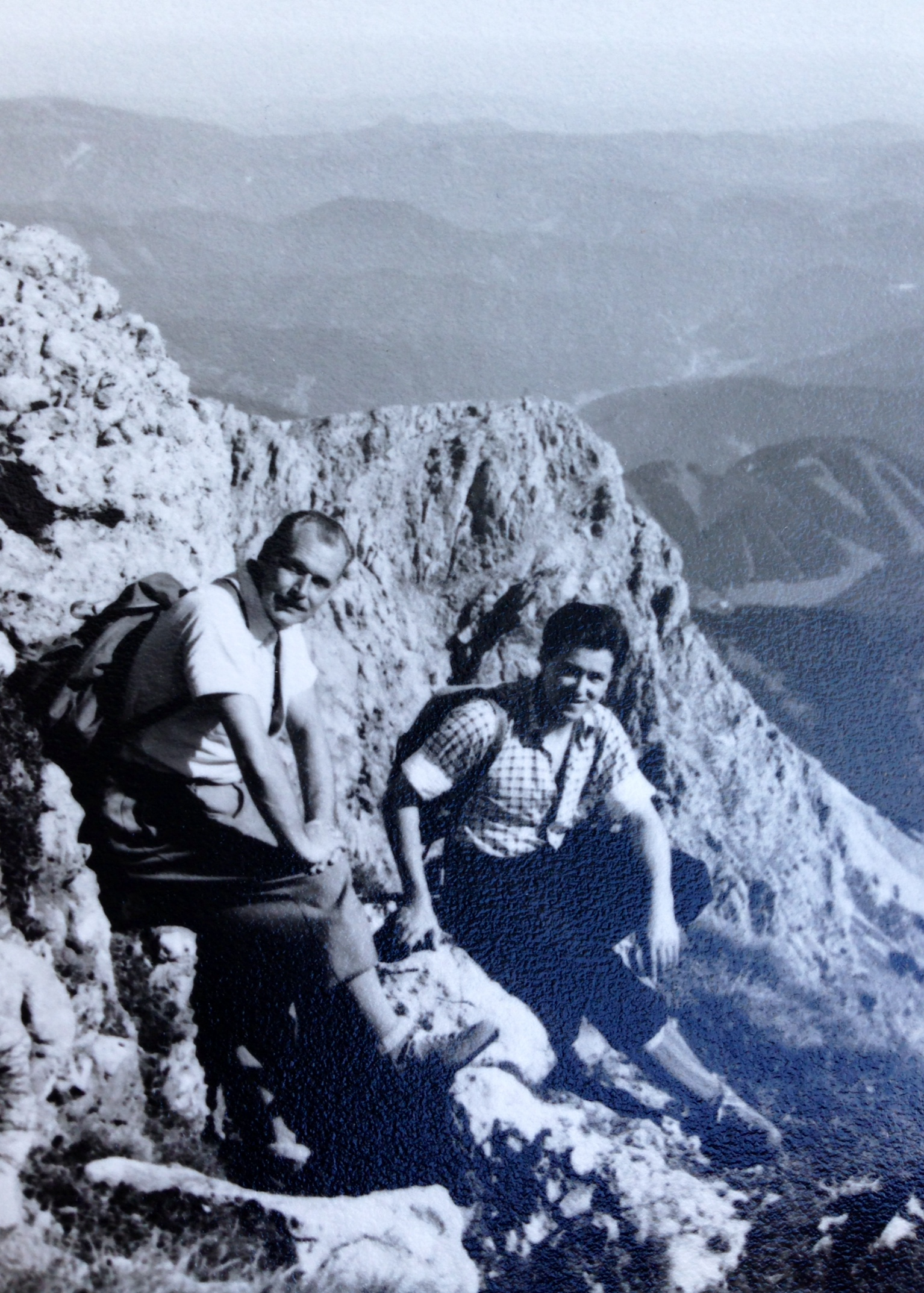
Richard Gach (rechts) mit seinem Schwiegervater Richard Henke beim Bergwandern in Salzburg (1957/58)

Richard Gach (* 31. Oktober 1930 in Itzling (damalige Gemeinde Gnigl-Itzling, heute Stadtteil von Salzburg); † 25. Dezember 1991 in Horn) war ein österreichischer Architekt, Zeichner und Aquarellist.
Gach plante hauptsächlich Schulen für die Stadt Wien und war in den Bau diverser Wiener Wohngebiete involviert.

## Biografie

### Privates
Richard Gach ehelichte Johanna Henke, Tochter des Chemikers Richard Henke. Einer seiner Söhne war Christian Gach,  Ministerialrat im österreichischen Bundesrechnungshof; dessen Sohn Florian Gach unterrichtete an den Universitäten Wien und Cambridge. Gachs Tochter war mit dem Künstler Helmuth Gräff verheiratet. Richard Gach war unter dem Ordensnamen „Ritter von Kamp“ Mitglied in der Verbindung Schlaraffia.

### Berufliches

#### Ausbildung

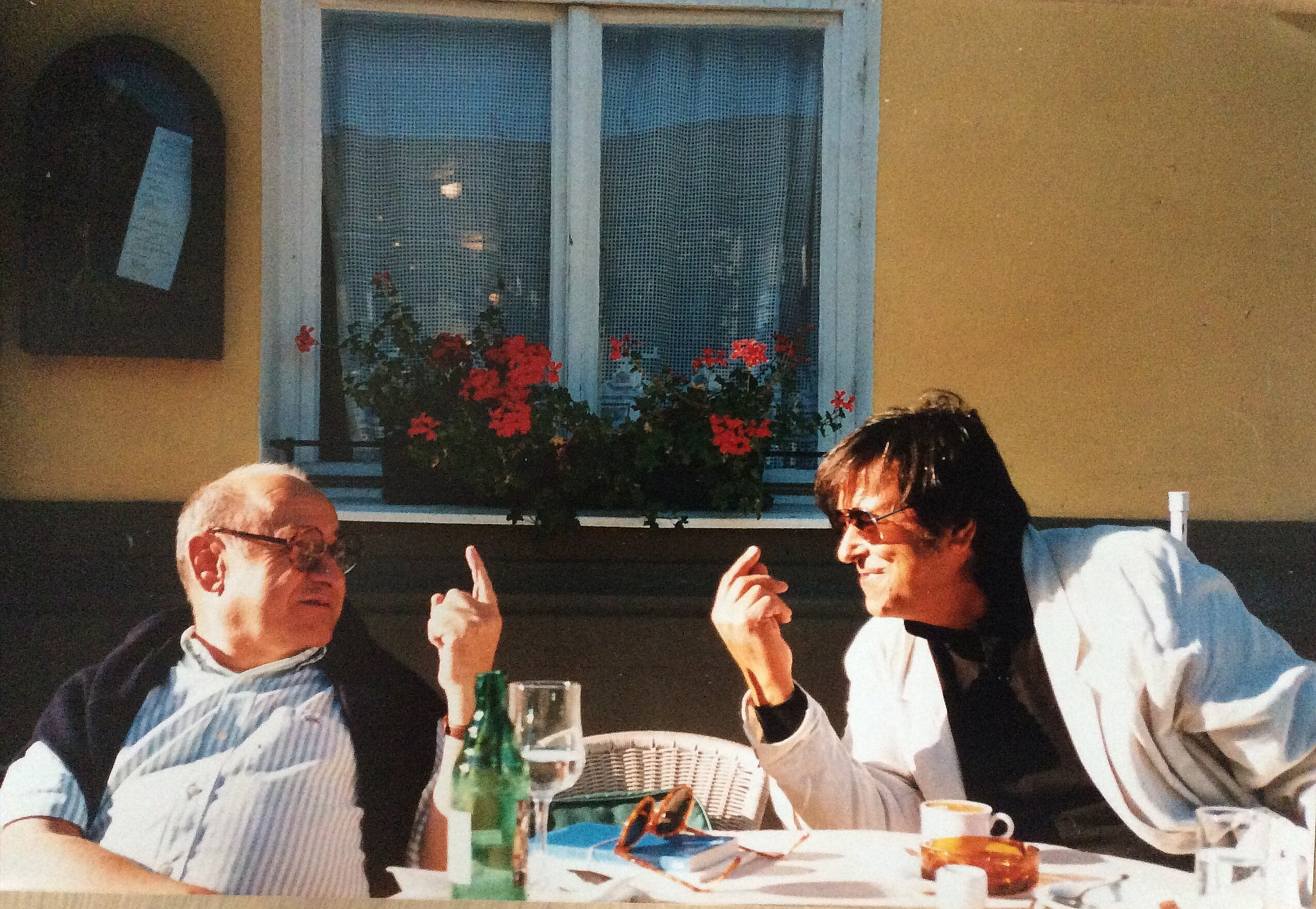
Richard Gach (rechts) mit Gustav Peichl in Gars am Kamp (1990)

Richard Gach absolvierte die Salzburger HTL für Hochbau und studierte ab 1949 an der Wiener Akademie der bildenden Künste Architektur bei Lois Welzenbacher. Als Student baute er auf Wunsch des Architekten Roland Rainer das maßstabgetreue Modell für den Bau der Wiener Stadthalle. Er diplomierte 1955 zum Mag. Arch. und arbeitete einige Jahre im Architekturbüro von Wilhelm Hubatsch, mit dem er in späteren Jahren diverse Architektenwettbewerbe gewann.

#### Architektonisches Schaffen
Am Anfang seiner Karriere war es Richard Gach gleichfalls ein Anliegen, zeitgemäße Architektur, auch im Kontext des Kirchenbaus, zu bauen. Mit diesem Zugang plante er 1956 gemeinsam mit Robert Posch den Kirchenbau von Rigau bei Abtenau (Salzburg). Die Verwirklichung scheiterte aber an der Pinzgauer Bezirksbehörde. Die Wochenpresse titelte darüber, dass das Planen daher „landesüblich“ (d. h. traditionell) endete.
Nachdem sich Gach 1958 als Architekt mit einem Atelier am Wiener Spittelberg selbstständig machte, brachte er sich aktiv in den Wiener Wohn- und Schulbau ein. Die von Gach entworfene Gangschule mit 24 Klassen und zwei Turnsälen entstammt dem Dunstkreis der Schulkonzepte von Hubatsch.
Richard Gach plante den Neubau des Amerling-Gymnasiums, für den 1970 das ehemalige denkmalgeschützte Esterhazypalais (Palais Kaunitz) abgerissen wurde, was zu Protesten in den Medien und in der Bevölkerung führte. Das zwischen 1970 und 1972 erbaute neue Gebäude mit 24 Klassenzimmern und zwei Sporthallen entspricht der gängigen Typologie, die Ende der 1960er Jahre beim Bau von weiterführenden Schulen verwendet wurde, ohne architektonischen Respekt für die Umwelt.
Stellvertretend für Gachs weitere Projekte in Wien sind die Wohnhausanlagen Edergasse 1–3 in Wien 21 und Josefstädter Straße 93–97, Wien 8, sowie das Hernalser Gymnasium Geblergasse und die Volksschule Pfeilgasse und Neue Mittelschule Pfeilgasse, Wien 8.
Richard Gach war auch in Niederösterreich tätig, was sich in zahlreichen Bauvorhaben widerspiegelt. 1970 wurde die Aufbahrungshalle in Orth an der Donau fertig gestellt. Dieses Bauwerk gilt als ein Beispiel für den Sakralbau in der Niederösterreichischen Kulturlandschaft. Es steht für eine architektonische Ausformung von Sakralräumen im Spektrum der Sichtbetonbauten. Diverse profane Gebäude plante er mit dem Gymnasium Amstetten, der Sparkasse Mistelbach (1964/66) und der Hauptschule Gars am Kamp. Gach lebte bis zu seinem Tod in seiner Wahlheimat Gars am Kamp. 2011 wurde dort ein Teil seines künstlerischen Nachlasses, bestehend aus Architekturzeichnungen und -aquarellen, versteigert.

## Bauaufträge (Auswahl)

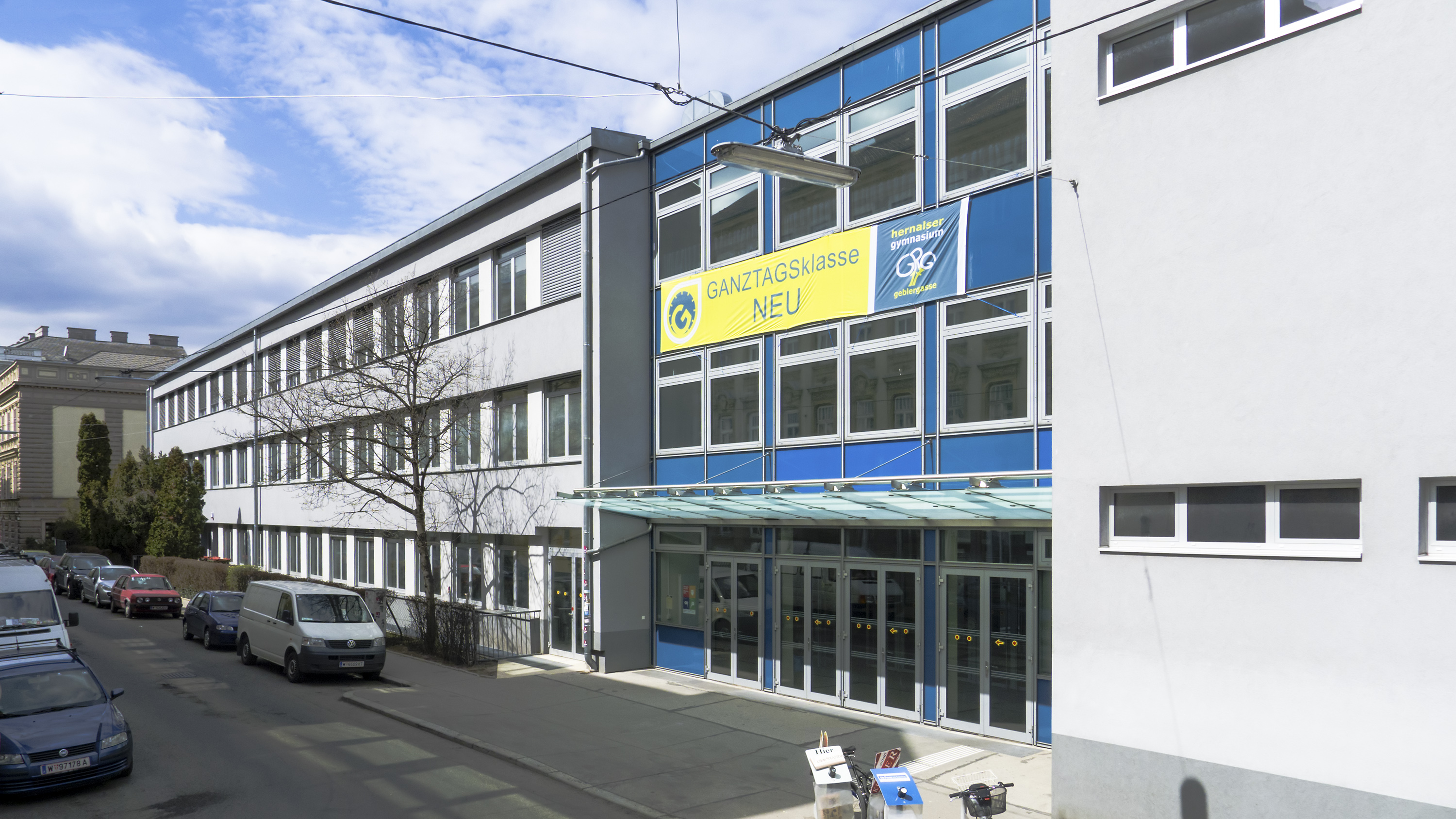
Gymnasium Wien Geblergasse

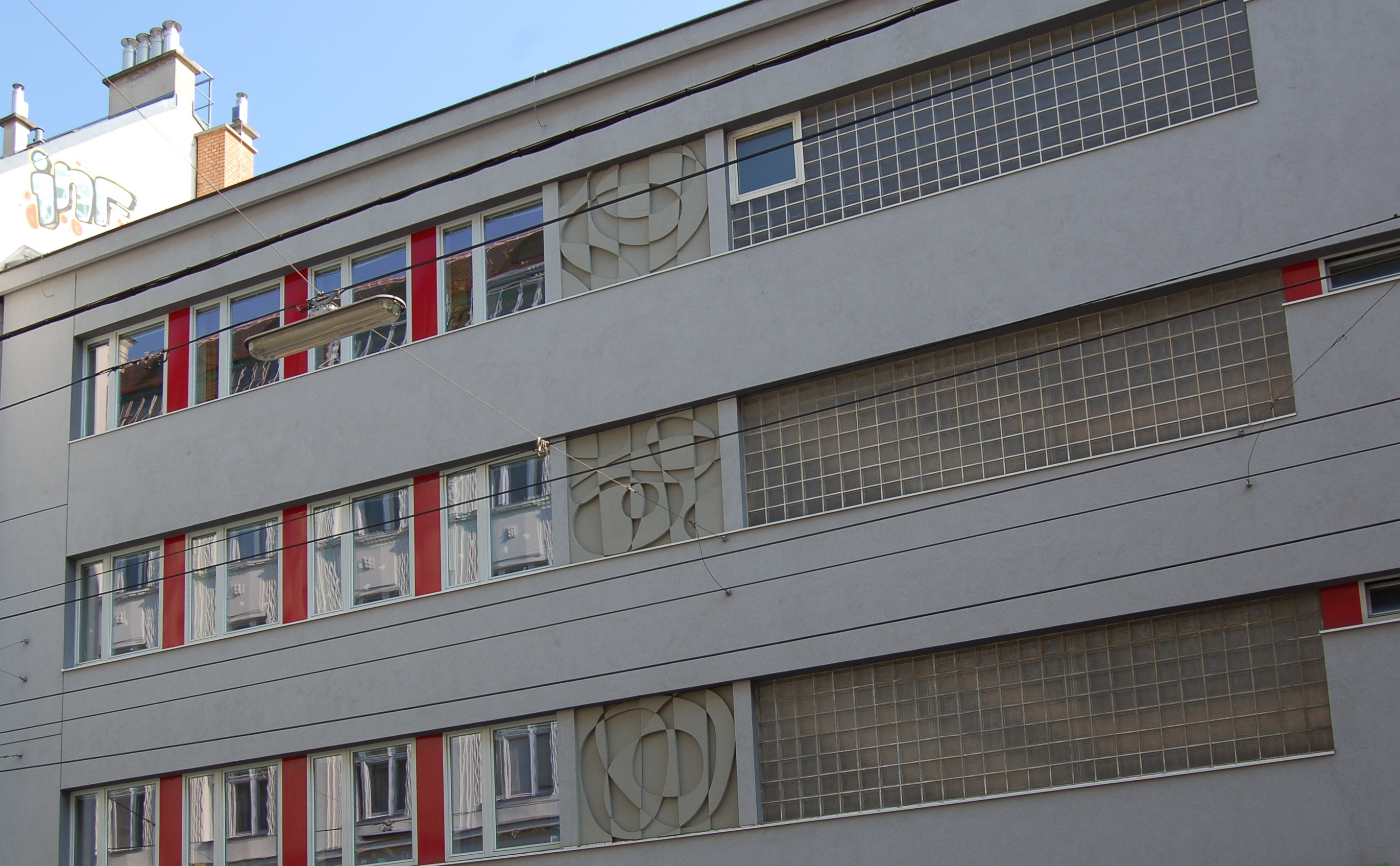
Das denkmalgeschützte Betonrelief (Hauszeichen, Drei Betonreliefs) in der Josefstädter Straße 93–97 in Wien-Josefstadt

- 1958: Wohnsiedlung Nußberggasse 9 / Bockkellergasse, Wien 19 (mit Wilhelm Hubatsch)
- 1960: Bundesgymnasium und Bundesrealgymnasium Amstetten (mit Wilhelm Hubatsch; Wettbewerb 1. Preis[5])
- 1962–1964: Wohnhaus Edergasse 1–3, Wien 21
- 1963: Josefstädter Straße 93–97, Wien 8 (mit Ernst Schuster)
- 1964: Volksschule Pfeilgasse und Neue Mittelschule Pfeilgasse. Pfeilgasse 42b / Stolzenthalergasse 19, Wien 8 (mit Ernst Schuster)
- 1964–1966: Sparkasse Mistelbach
- 1964–1968: Hauptschule Gars am Kamp
- 1968: Hernalser Gymnasium Geblergasse, Wien 17
- 1970: Aufbahrungshalle in Orth an der Donau
- 1970–1972: Amerling-Gymnasium, Wien 6
- 1973–1977: Wohnanlage Leopold-Figl-Gasse 503/504 und 523/524, Gars am Kamp
- Volksschule Pernegg, Niederösterreich

## Nicht realisierte Objekte (Auswahl)
- 1956: Kirchenbau von Rigau bei Abtenau (Pongau) (mit Robert Posch)
- 1956: Bundesmittelschule Horn (mit Wilhelm Hubatsch; Wettbewerb, 2. Preis[5])
- 1957: Verwaltungsgebäude Österreichische Draukraftwerke, Klagenfurt (mit Wilhelm Hubatsch; Wettbewerb, 1. Preis[5])
- 1958: Städtebauwettbewerb, Wien 10, Eisenstadtplatz (mit Wilhelm Hubatsch; Wettbewerb, 2. Preis[5])